# Huronské jezero
Huronské jezero (anglicky Lake Huron, francouzsky Lac Huron, jméno pochází od indiánského kmene Huronů) je druhé největší jezero v systému pěti Velkých jezer v Severní Americe. Jezerem prochází státní hranice mezi Kanadou (provincie Ontario) a USA (stát Michigan). Má rozlohu 59 586 km² (36 351 km² v Kanadě a 23 235 km² v USA). Je 332 km dlouhé a maximálně 245 km široké. Průměrně je hluboké 59 m a dosahuje maximální hloubky 229 m. Objem vody je 3 540 km³. Leží v nadmořské výšce 176 m.

## Pobřeží
Severní břehy jsou vysoké a skalnaté a jižní jsou nízké.

## Ostrovy
V Huronském jezeře leží ostrov Manitoulin, největší ostrov světa, který se nachází v jezeře.

## Vodní režim
Huronské jezero tvoří spojnici mezi Velkými jezery. Přítok přichází z Michiganského jezera (průliv Mackinac – obě jezera vlastně tvoří jedno jezero Michigan-Huron), z Hořejšího jezera (řeka St. Marys River a kanál Sault Ste. Marie) a z vícero nevelkých řek. Odtok je přes řeku svaté Kláry, jezero svaté Kláry a řeku Detroit do Erijského jezera a z Georgian Bay kanálem Trent-Severn Waterway k Ontarijskému jezeru. Kolísání vody v jezeře je nepatrné a uměle regulované.

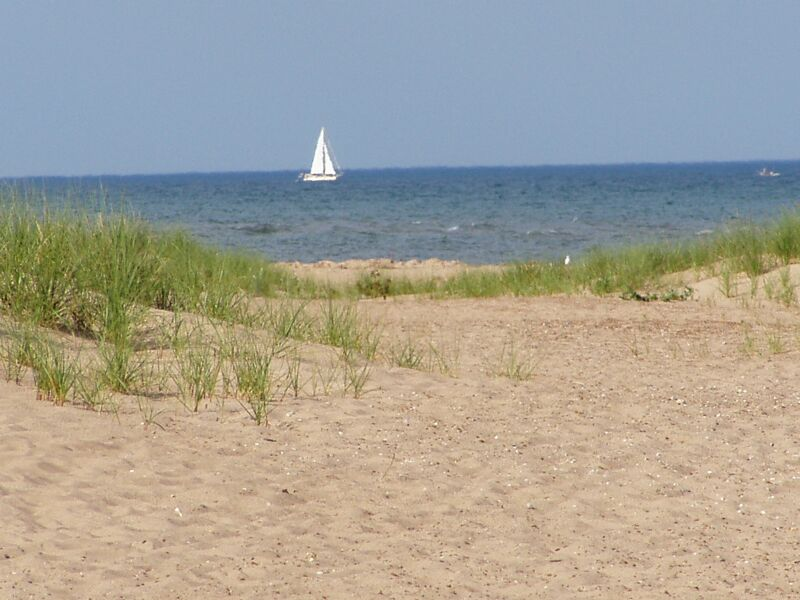
Pohled na jezero z národního parku East Tawas ze Saginaw Bay
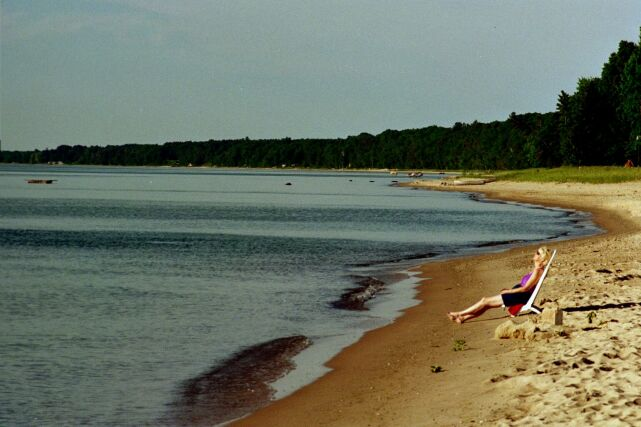
Pláž Harrisville
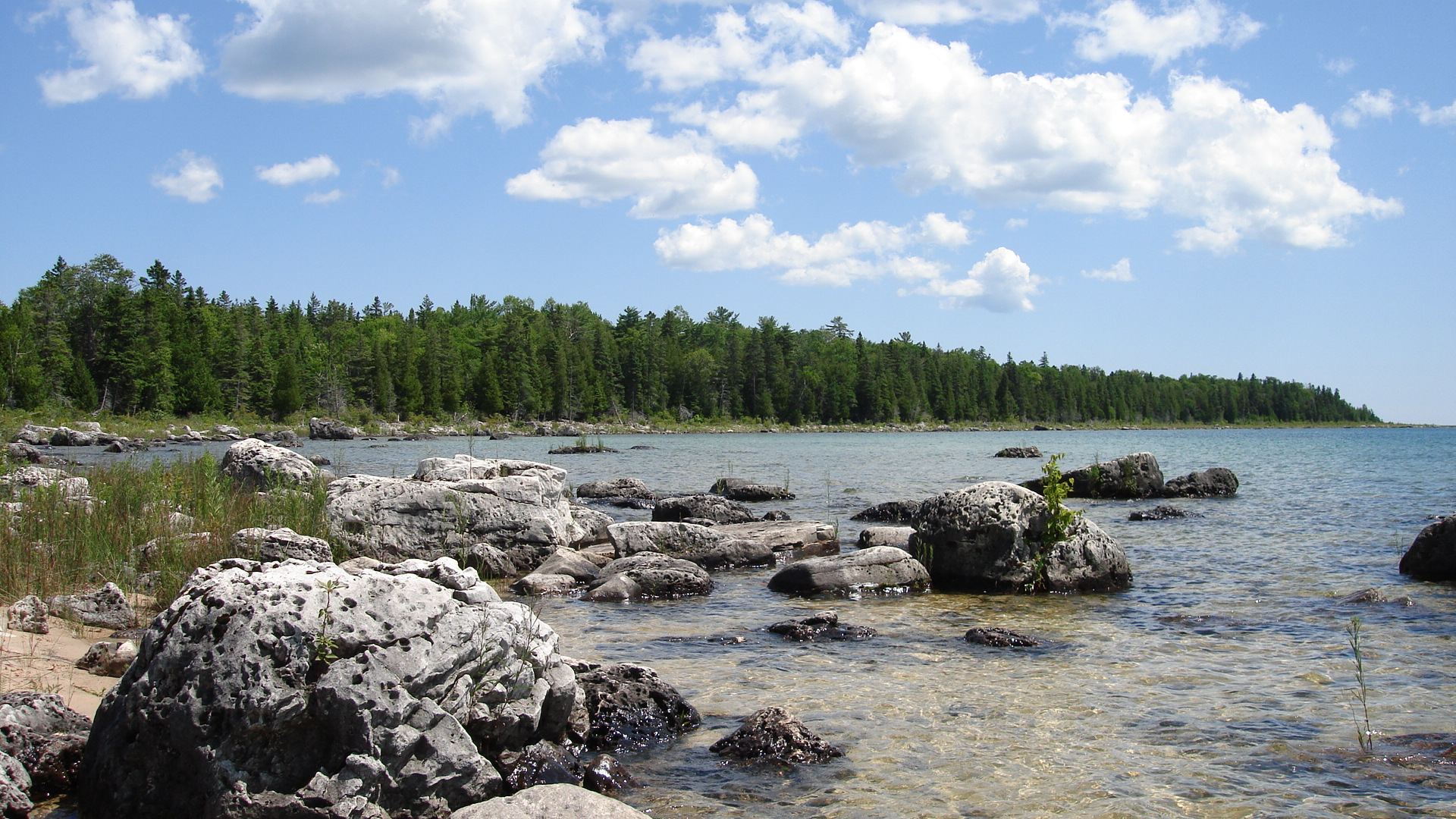
Pohled na skalnaté pobřeží jezera z východu od Port Dolomite v Michiganu

## Fauna
Jezero je bohaté na ryby (pstruzi, síhové, cejni, sumci).

## Lodní doprava
Jezero spojuje lodní doprava s ostatními Velkými jezery.

## Osídlení pobřeží
Na břehu leží města a přístavy Alpena, Saginaw, Bay City, Cheboygan, St. Ignace, Port Huron, (USA) a Sarnia, Goderich, Midland (Kanada).